# Sabha Pokhari
Sabha Pokhari – gaun wikas samiti we wschodniej części Nepalu w strefie Kośi w dystrykcie Sankhuwasabha. Według nepalskiego spisu powszechnego z 2001 roku liczył on 553 gospodarstw domowych i 3105 mieszkańców (1605 kobiet i 1500 mężczyzn).